# تویده فالترموند
تویده فالترموند (به هلندی: Tweede Valthermond) یک منطقهٔ مسکونی در هلند است که در بورخر-ادورن واقع شده‌است. تویده فالترموند ۵۰ نفر جمعیت دارد.